# Pływanie na Letnich Igrzyskach Olimpijskich 2024 – 200 m stylem motylkowym kobiet
200 m stylem motylkowym kobiet – konkurencja pływacka, która odbyła się podczas Letnich Igrzysk Olimpijskich 2024 w Paryżu. Eliminacje i półfinały zostały rozegrane 31 lipca, a finał 1 sierpnia 2024.

## Terminarz
| Data            | Godzina rozpoczęcia (CET) | Runda      |
| --------------- | ------------------------- | ---------- |
| 31 lipca 2024   | 11:46                     | Eliminacje |
| 31 lipca 2024   | 20:45                     | Półfinały  |
| 1 sierpnia 2024 | 20:30                     | Finał      |

## Rekordy
Rekord świata i rekord olimpijski przed rozpoczęciem zawodów:
| Rekord            | Zawodniczka | Czas    | Miejsce | Data                 |
| ----------------- | ----------- | ------- | ------- | -------------------- |
| Rekord świata     | Liu Zige    | 2:01,81 | Jinan   | 21 października 2009 |
| Rekord olimpijski | Zhang Yufei | 2:03,86 | Tokio   | 29 lipca 2021        |

W trakcie zawodów ustanowiono następujące rekordy:
| Data       | Etap konkurencji | Zawodniczka     | Czas    | Rekord |
| ---------- | ---------------- | --------------- | ------- | ------ |
| 1 sierpnia | finał            | Summer McIntosh | 2:03,03 | OR     |

## Wyniki

### Eliminacje
| Miejsce | Wyścig | Tor | Zawodniczka           | Reprezentacja        | Czas    | Uwagi |
| ------- | ------ | --- | --------------------- | -------------------- | ------- | ----- |
| 1.      | 3      | 5   | Zhang Yufei           | Chiny                | 2:06,55 | Q     |
| 2.      | 2      | 4   | Regan Smith           | Stany Zjednoczone    | 2:06,99 | Q     |
| 3.      | 3      | 3   | Abbey Connor          | Australia            | 2:07,13 | Q     |
| 4.      | 2      | 6   | Helena Rosendahl Bach | Dania                | 2:07,34 | Q     |
| 5.      | 2      | 5   | Alex Shackell         | Stany Zjednoczone    | 2:07,49 | Q     |
| 6.      | 3      | 4   | Summer McIntosh       | Kanada               | 2:07,70 | Q     |
| 7.      | 1      | 6   | Keanna Macinnes       | Wielka Brytania      | 2:08,46 | Q     |
| 8.      | 1      | 4   | Elizabeth Dekkers     | Australia            | 2:08,97 | Q     |
| 9.      | 2      | 3   | Airi Mitsui           | Japonia              | 2:09,12 | Q     |
| 10.     | 2      | 2   | Boglárka Kapás        | Węgry                | 2:09,28 | Q     |
| 11.     | 3      | 6   | Chen Luying           | Chiny                | 2:09,31 | Q     |
| 12.     | 1      | 5   | Lana Pudar            | Bośnia i Hercegowina | 2:09,32 | Q     |
| 13.     | 3      | 7   | Georgia Damasioti     | Grecja               | 2:09,55 | Q     |
| 14.     | 1      | 3   | Laura Stephens        | Wielka Brytania      | 2:10,46 | Q     |
| 15.     | 3      | 2   | Hiroko Makino         | Japonia              | 2:10,79 | Q     |
| 16.     | 1      | 2   | Laura Cabanes         | Hiszpania            | 2:10,82 | Q     |
| 17.     | 2      | 7   | Anja Crevar           | Serbia               | 2:18,46 |       |
| 18.     | 1      | 7   | Alondra Ortiz         | Kostaryka            | 2:18,56 |       |
| 19.     | 3      | 1   | Lia Lima              | Angola               | 2:22,19 |       |

### Półfinały
| Miejsce | Wyścig | Tor | Zawodniczka           | Reprezentacja        | Czas    | Uwagi |
| ------- | ------ | --- | --------------------- | -------------------- | ------- | ----- |
| 1.      | 1      | 3   | Summer McIntosh       | Kanada               | 2:04,87 | Q     |
| 2.      | 1      | 4   | Regan Smith           | Stany Zjednoczone    | 2:05,39 | Q     |
| 3.      | 2      | 4   | Zhang Yufei           | Chiny                | 2:06,09 | Q     |
| 4.      | 1      | 6   | Elizabeth Dekkers     | Australia            | 2:06,17 | Q     |
| 5.      | 2      | 3   | Alex Shackell         | Stany Zjednoczone    | 2:06,46 | Q     |
| 6.      | 1      | 5   | Helena Rosendahl Bach | Dania                | 2:06,65 | Q,    |
| 7.      | 2      | 5   | Abbey Connor          | Australia            | 2:07,10 | Q     |
| 8.      | 1      | 1   | Laura Stephens        | Wielka Brytania      | 2:07,53 | Q     |
| 9.      | 2      | 6   | Keanna Macinnes       | Wielka Brytania      | 2:08,04 |       |
| 10.     | 2      | 7   | Chen Luying           | Chiny                | 2:08,07 |       |
| 11.     | 2      | 2   | Airi Mitsui           | Japonia              | 2:08,71 |       |
| 12.     | 1      | 7   | Lana Pudar            | Bośnia i Hercegowina | 2:08,74 |       |
| 13.     | 2      | 8   | Hiroko Makino         | Japonia              | 2:09,16 |       |
| 14.     | 1      | 2   | Boglárka Kapás        | Węgry                | 2:09,23 |       |
| 15.     | 2      | 1   | Georgia Damasioti     | Grecja               | 2:10,25 |       |
| 16.     | 1      | 8   | Laura Cabanes         | Hiszpania            | 2:10,60 |       |

### Finał
| Miejsce | Tor | Zawodniczka           | Reprezentacja     | Czas    | Uwagi |
| ------- | --- | --------------------- | ----------------- | ------- | ----- |
| 1 !     | 4   | Summer McIntosh       | Kanada            | 2:03,03 | ,     |
| 2 !     | 5   | Regan Smith           | Stany Zjednoczone | 2:03,84 | NR    |
| 3 !     | 3   | Zhang Yufei           | Chiny             | 2:05,09 |       |
| 4.      | 6   | Elizabeth Dekkers     | Australia         | 2:07,11 |       |
| 4.      | 7   | Helena Rosendahl Bach | Dania             | 2:07,11 |       |
| 6.      | 2   | Alex Shackell         | Stany Zjednoczone | 2:07,73 |       |
| 7.      | 1   | Abbey Connor          | Australia         | 2:08,15 |       |
| 8.      | 8   | Laura Stephens        | Wielka Brytania   | 2:08,82 |       |